# Carlos Quintanilla Quiroga

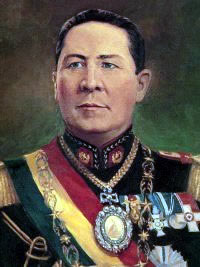
Carlos Quintanilla Quiroga (um 1940)

Carlos Quintanilla Quiroga (* 22. Januar 1888 in Cochabamba; † 8. Juni 1964 ebenda) war ein bolivianischer General und Präsident.

## Leben
Carlos Quintanilla Quiroga war der Sohn von Carlota Quiroga und Genaro Quintanilla.
Er war mit María Lila Navajas Trigo verheiratet; ihr Sohn war Carlos Quintanilla Navajas (* 1935 in Tarija; † 2009). Er studierte am Colegio Militar und nahm an einer Fortbildung im Deutschen Reich teil. Er hatte das Kommando über die Truppen im Chacokrieg.
Unter der Regierung von Germán Busch Becerra wurde er Kommandierender der Streitkräfte Boliviens und löste diesen nach seinem Suizid als Präsident ab. Seit dem El corralito de Villamontes am 27. November 1934, als Daniel Salamanca Urey den Generalstab ablösen wollte und dann auf Betreiben von Generalstabschef Enrique Peñaranda del Castillo durch den Vizepräsidenten José Luis Tejada Sorzano abgelöst wurde, zog Enrique Peñaranda del Castillo die Fäden der Macht in Bolivien. Dass Carlos Quintanilla Quiroga Präsident wurde und nicht, wie in der Verfassung vorgesehen, der Vorsitzende des Senates Enrique Baldivieso Aparicio, gehörte zu den Kunstgriffen, mit denen sichergestellt wurde, dass Enrique Peñaranda del Castillo zum Präsidenten gewählt wurde. Daneben sandte er Bernardino Bilbao Rioja, einen potentiellen Gegenkandidaten, ins Exil und dekretierte allgemeine Wahlen für den 3. März 1940.
Unter der Regierung Busch war ein Gesetz verabschiedet worden, das die Devisen der transnationalen Bergbauunternehmen in Bolivien enteignet hätte. Carlos Quintanilla Quiroga dekretierte am 1. Oktober 1939, dass diese Enteignung vorübergehend verschoben wurde.
Von 1940 bis 1941 war er Botschafter bei Pius XII.

## Regierungskabinett
- Innenminister: Vicente Leytón wurde durch den Bruder seiner Frau, Bernardo Navajas Trigo, abgelöst.
- Bildungsminister: Víctor Cabrera Lozada
- Wenig später ließ er als Ministro de Agricultura Carlos Salinas Aramayo durch Jorge Mercado Rosales ablösen.